# Alma Mater (album)
Alma Mater è una raccolta di brani di musica sacra pubblicata nel 2009. L'album comprende otto tracce musicali eseguite dalla Royal Philharmonic Orchestra e cantate dal coro dell'Accademia Filarmonica Romana. La musica accompagna la voce di papa Benedetto XVI, ottenuta da registrazioni messe a disposizione dagli archivi della Radio Vaticana.

## Tracce
1. Sancta Dei Genitrix
2. Mater Ecclesiae
3. Advocata Nostra
4. Benedicta Tu
5. Causa Nostrae Laetitiae
6. Auxilium Christianorum
7. Regina Coeli
8. Magistra Nostra